# Șapte zile de coșmar
Șapte zile de coșmar (titlu original: The Black Windmill) este un film britanic thriller cu spioni din 1974 regizat de Don Siegel. Rolurile principale au fost interpretate de actorii Michael Caine, John Vernon, Janet Suzman și Donald Pleasence.

## Distribuție
- Michael Caine - Major John Tarrant
- Donald Pleasence - Cedric Harper
- Joseph O'Conor - Sir Edward Julyan
- John Vernon - McKee
- Janet Suzman - Alex Tarrant
- Delphine Seyrig - Ceil Burrows
- Joss Ackland - Chief Superintendent Wray
- Clive Revill - Alf Chestermann
- Catherine Schell - Lady Melissa Julyan
- Denis Quilley - Bateson
- Edward Hardwicke - Mike McCarthy
- Paul Moss - David Tarrant
- Derek Newark - Policeman monitoring Tarrant's phone
- Maureen Pryor - Mrs Harper
- Joyce Carey - Harper's Secretary
- Preston Lockwood - Ilkeston, bank manager
- Molly Urquhart - Margaret
- David Daker - MI5 man
- Hermione Baddeley - Hetty
- Patrick Barr - General St John
- Russell Napier - Admiral Ballantyne (nemenționat)
- Robert Dorning - Jeweller (nemenționat)
- John Rhys-Davies - Fake military policeman (nemenționat)